# Terua
Terua là một chi thực vật có hoa trong họ Đậu.